# Lottekorps
Lottekorps, efter digtet Lotta Svärd i J.L. Runebergs Fänrik Ståls sägner (1860), et kvindeligt, ubevæbnet, militært hjælpekorps med finsk forbillede. Under besættelsen udførte  "Danske Kvinders Beredskabskorps" uniformeret, socialt hjælpearbejde. I 1946 blev disse gode kræfter forenet i "Lottekorpset" til støtte for Hæren med signaltjeneste, forplejnings- og sanitetsopgaver. Tilsvarende støttede "Kvindeligt Marinekorps" Søværnet. I 1951 blev begge korps organisatorisk en del af det mandlige hjemmeværn. I 1953 dannede man "Kvindeligt Flyvekorps" til støtte for Flyvevåbnet.
De tre kvindelige korps eksisterede frem til 1989, hvor de nedlagt. Medlemmerne og opgaverne overførtes til hjemmeværnet, der herefter var fælles for begge køn.   